# Anne with an E
Anne with an E is een Canadese televisieserie die gebaseerd is op het boek Anne van het Groene Huis (originele titel: Anne of Green Gables) van Lucy Maud Montgomery uit 1908.
Deze televisieserie van CBC verscheen ook als Netflix original. De tweede serie verscheen in juli 2018. De derde serie in 2019 werd het laatste seizoen.

## Verhaal
De serie gaat over de wees Anne Shirley met een ongelukkige jeugd in instellingen en opvanggezinnen. Op een dag wordt ze naar de geharde, ongehuwde Marilla Cuthbert en haar zachtmoedige broer Matthew Cuthbert ter adoptie gestuurd. Die hadden echter een jongen verwacht, geen meisje, waardoor de opbouw van een relatie in het begin zeer moeizaam verloopt. Het verhaal speelt zich af op Green Gables, dat in het fictieve Avonlea ligt. Anne is een buitengewoon meisje, in het conservatieve Avonlea wordt dit niet direct gewaardeerd door zowel leeftijdsgenoten als de volwassenen in het dorp. Anne krijgt een hartsvriendin in de mooie en rijke Diana. Langzaamaan verovert Anne de harten van de bewoners van Avonlea. Echter het vrijgevochten meisje legt zich niet neer bij de geldende regels dat je als meisje vooral wordt opgevoed om ooit een goede echtgenote te worden. Toch merkt ze dat ze diepe gevoelens ontwikkelt voor Gilbert Blythe. Matthew en Marilla ontpoppen zich als geweldige progressieve ouders die Anne nodig heeft.
Ook met andere figuren wordt op overtuigende wijze de sociale context geschetst van het begin van de 20e eeuw op het Canadese platteland: de medeleerling van Anne, Cole, die homo is en een kunstenaar in wording, de zwarte vriend van Gilbert, Sebastian (Bash) die het racisme moet trotseren en Mrs Stacy, de lerares die de positie van een zelfstandige jonge vrouw in een traditionele, behoudsgezinde gemeenschap in beeld brengt.

## Rolverdeling
- Amybeth McNulty als Anne Shirley
- Geraldine James als Marilla Cuthbert
- Robert Holmes Thomson als Matthew Cuthbert
- Lucas Jade Zumann als Gilbert Blythe
- Dalila Bela als Diana Barry
- Corinne Koslo als Rachel Lynde
- Kiawentiio als Ka'kwet[4]

### Seizoen 1
| aflevering | titel                                                                           | regie             | script               | datum         |
| ---------- | ------------------------------------------------------------------------------- | ----------------- | -------------------- | ------------- |
| 1          | Your Will Shall Decide Your Destiny En uw wil moet over uw lot beschikken       | Niki Caro         | Moira Walley-Beckett | 19 maart 2017 |
| 2          | I Am No Bird, and No Net Ensnares Me Ik ben geen vogel, en in geen net gevangen | Helen Shaver      | Moira Walley-Beckett | 26 maart 2017 |
| 3          | But What Is So Headstrong as Youth? Wat is zo halsstarrig als de jeugd?         | Sandra Goldbacher | Moira Walley-Beckett | 2 april 2017  |
| 4          | An Inward Treasure Is Born Met een inwendige schat geboren                      | David Evans       | Moira Walley-Beckett | 9 april 2017  |
| 5          | Tightly Knotted to a Similar String Met een strakke knoop aan eenzelfde koord   | Patricia Rozema   | Moira Walley-Beckett | 16 april 2017 |
| 6          | Remorse Is the Poison of Life Wroeging is het gif des levens                    | Paul Fox          | Moira Walley-Beckett | 23 april 2017 |
| 7          | Nothing to Hide Waar u ook bent, daar is mijn thuis                             | Amanda Tapping    | Moira Walley-Beckett | 30 april 2017 |

### Seizoen 2
| aflevering | titel | regie          | script               | datum       |
| ---------- | --- | -------------- | -------------------- | ----------- |
| 8          | Youth is the Season of Hope Jeugd is het seizoen van de hoop                                                                               | Helen Shaver   | Moira Walley-Beckett | 6 juli 2018 |
| 9          | Signs are Small Measurable Things, but Interpretations are Illimitable Tekens zijn klein meetbare dingen, interpretaties zijn onbereikbaar | Paul Fox       | Shernold Edwards     | 6 juli 2018 |
| 10         | The True Seeing is Within Echt kijken gebeurt vanbinnen                                                                                    | Ken Girotti    | Kathryn Borel, Jr.   | 6 juli 2018 |
| 11         | The Painful Eagerness of Unfed Hope De pijnlijke vurigheid van onbeantwoorde hoop                                                          | Anne Wheeler   | Jane Maggs           | 6 juli 2018 |
| 12         | The Determining Acts of Her Life De beslissende feiten van haar leven                                                                      | Norma Bailey   | Amanda Fahey         | 6 juli 2018 |
| 13         | I Protest Against Any Absolute Conclusion Ik betwist elke absolute conclusie                                                               | Ken Girotti    | Naledi Jackson       | 6 juli 2018 |
| 14         | Memory Has as Many Moods as The Temper Het geheugen heeft dezelfde stemmingen als het temprament                                           | Anne Wheeler   | Jane Maggs           | 6 juli 2018 |
| 15         | Struggling Against the Perception of Facts Vechten tegen de waarneming van feiten                                                          | Amanda Tapping | Shernold Edwards     | 6 juli 2018 |
| 16         | What We Have Been Makes Us What We Are Wat we zijn geweest, maakt wat we zijn                                                              | Paul Fox       | Moira Walley-Beckett | 6 juli 2018 |
| 17         | The Growing Good of the World Het groeiende goed van de wereld                                                                             | Paul Fox       | Moira Walley-Beckett | 6 juli 2018 |

### Seizoen 3
| aflevering | titel | regie          | script                         | datum             |
| ---------- | --- | -------------- | ------------------------------ | ----------------- |
| 18         | A Secret Which I Desired to Divine Een goddelijk geheim dat ik wilde                                                     | Anne Wheeler   | Moira Walley-Beckett           | 22 september 2019 |
| 19         | There Is Something at Work in My Soul Which I Do Not Understand Er is iets aan het werk in mijn ziel dat ik niet begrijp | Kim Nguyen     | Jane Maggs                     | 29 september 2019 |
| 20         | What Can Stop the Determined Heart Wat kan het vastbesloten hart stoppen                                                 | Anne Wheeler   | Shernold Edwards               | 6 oktober 2019    |
| 21         | A Hope of Meeting You in Another World Een hoop je te ontmoeten in een andere wereld                                     | Norma Bailey   | Tracey Deer                    | 13 oktober 2019   |
| 22         | I Am Fearless and Therefore Powerful Ik ben onverschrokken en daarom krachtig                                            | Paul Fox       | Naledi Jackson                 | 20 oktober 2019   |
| 23         | The Summit of My Desires Het hoogtepunt van mijn verlangens                                                              | Norma Bailey   | Amanda Fahey                   | 27 oktober 2019   |
| 24         | A Strong Effort of the Spirit of Good Een sterke inspanning van de goede geest                                           | Paul Fox       | Kathryn Borel, Jr              | 3 november 2019   |
| 25         | Great and Sudden Change Grote en plotselinge verandering                                                                 | Amanda Tapping | Jane Maggs                     | 10 november 2019  |
| 26         | A Dense and Frightful Darkness Een dichte en angstaanjagende duisternis                                                  | Paul Fox       | Tracey Deer & Shernold Edwards | 17 november 2019  |
| 27         | The Better Feelings of My Heart Het betere gevoel van mijn hart                                                          | Amanda Tapping | Moira Walley-Beckett           | 24 november 2019  |

Anne Shirley-Cuthbert